# Heteropterys marleneae
Heteropterys marleneae là một loài thực vật có hoa trong họ Malpighiaceae. Loài này được W.R.Anderson mô tả khoa học đầu tiên năm 1982.